# Perana

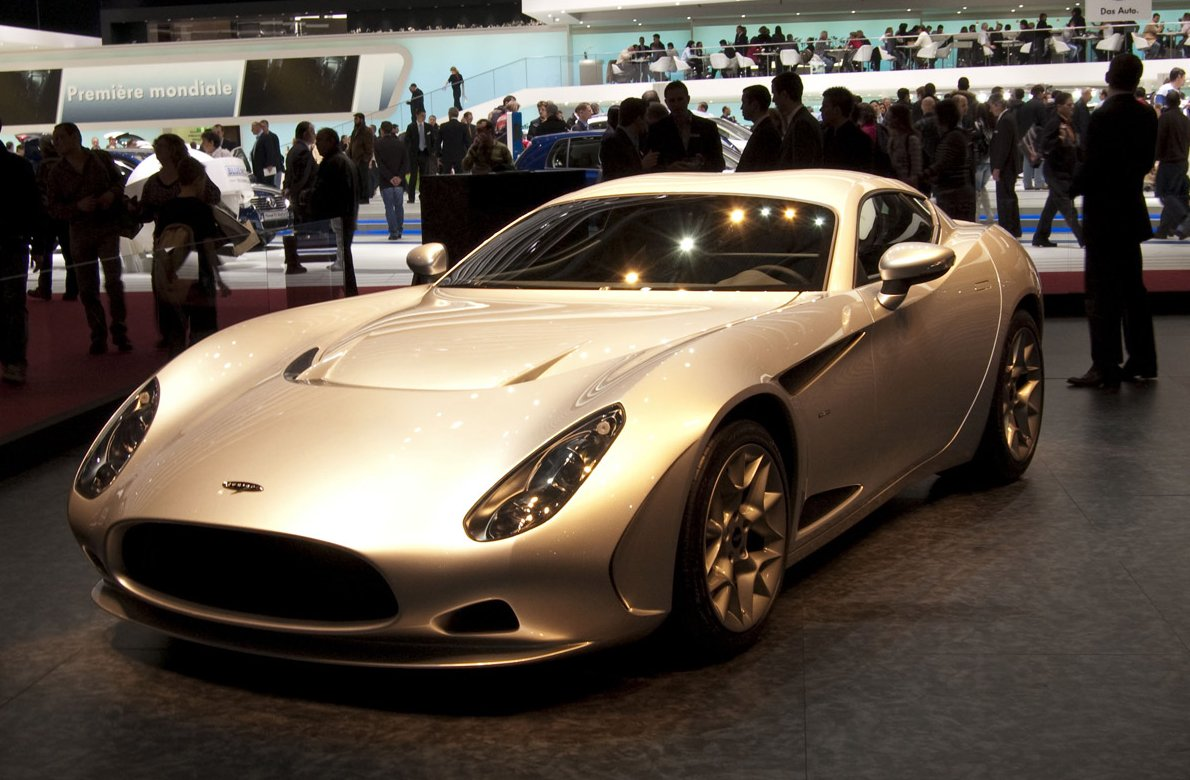
Perana Z One

Perana est un ancien constructeur automobile et équipe de course sud-africain, basé à Edenvale, dans le Gauteng, près de Johannesbourg, en Afrique du Sud. La société s'est spécialisée dans les véhicules Ford, dans lesquels les modèles du fabricant sont reconnus par la marque Perana ajoutée au nom du modèle. Le nom Perana est une faute de frappe intentionnelle, Piranha ayant déjà été protégé. Actuellement, la société est active en tant que concessionnaire de véhicules Ford et Mazda.
Fondée en 1967 par Basil Green, la société s’occupait du réglage des moteurs des véhicules Ford et participait à diverses courses en tant qu’équipe de course. Après avoir remporté plusieurs courses, la Ford Motor Company a pris connaissance de la société et l'a utilisée pour certains modèles sud-africains comme une sorte de préparateur local.

## La première époque
Perana, constructeur automobile appartenant à Basil Green Motors et basé à Johannesbourg a produit des véhicules durant les années 1960 et 1970, en modifiant des modèles de Ford Cortina, Ford Capri, Ford Escort, Ford Granada et Ford Sapphire, afin de les rendre plus puissantes et sportives. Perana a réalisé l'adaptation de moteurs V8 dans des Ford Capri Mk1.

## Perana depuis 2007
Le nom Perana est réapparu en 2007, lorsque Perana Performance Group s'est lancé dans la fabrication de voitures de sport en Afrique du Sud, en s'associant avec le designer italien Zagato. Le premier modèle a été commercialisé en 2009, il s'agit de la Z-one, présentée lors du Salon automobile de Genève de 2009.
Perana s'est fixé pour objectif la vente de 999 voitures par an en Europe, notamment grâce au prix compétitif de la Z-one, moins de 50 000 euros, un prix limité pour une GT.